# Megacapitula villosa
Megacapitula villosa är en svampart som beskrevs av J.L. Chen & Tzean 1993. Megacapitula villosa ingår i släktet Megacapitula, divisionen sporsäcksvampar och riket svampar.   Inga underarter finns listade i Catalogue of Life.